# Tarzan and Jane (animatieserie)
Tarzan and Jane of Edgar Rice Burroughs' Tarzan and Jane is een Amerikaans–Canadese animatieserie, geproduceerd door Arad Animation, 41 Entertainment en Arc Productions. Het is gebaseerd op het in 1912 geschreven boek Tarzan van de apen door Edgar Rice Burroughs.
Het eerste seizoen verscheen op Netflix op 6 januari 2017. Het tweede seizoen verscheen op 12 oktober 2018.

## Verhaallijn
Nadat hij bij een vliegtuigongeluk werd gered en opeens bovennatuurlijke krachten tot zijn beschikking kreeg, slaat de tiener Tarzan de handen in elkaar met het dappere stadsmeisje Jane Porter om zijn junglethuis te beschermen tegen op de loer liggende gevaren.

## Stemmencast

### Originele versie
- Giles Panton als Tarzan / John Clayton III en Jeremy[2]
- Rebecca Shoichet als Jane Porter
- Marci T. House als Angela Porter
- Paul Dobson als Dr. Porter en de Graaf van Greystroke
- Michael Dobson als Clayton
- Doron Bell als Muviro en Sjamaan
- Kathleen Barr als Kala en Veronica (aflevering 3)
- Omari Newton als Stamhoofd Wazari
- Lee Tockar als King Kong

### Nederlandse versie
- Enzo Coenen als Tarzan / John Clayton III
  - Valentijn Banga als jonge Tarzan
- Wiebe-Pier Cnossen als Jeremy
- Desi van Doeveren als Jane Porter
- Jasmine Sendar als Angela Porter
- Joost Claes als Dr. Porter
- Sander de Heer als de Graaf van Greystroke
- Has Drijver als Clayton
- Juliann Ubbergen als Muviro
- Freddy Gumbs als Sjamaan
- Jeske van der Staak als Emily
- Mike Ho Sam Sooi als Stamhoofd Wazari

## Afleveringen

### Seizoen 1
1. Er is een held geboren (A Hero Is Born)
2. Tarzan ontmoeten Jane (Tarzan Meet Jane)
3. In de stadsjungle (In the Urban Jungle)
4. Gevaarlijke redding (Dangerous Rescue)
5. Het verraad (The Betrayal)
6. In de lucht en ter zee (By Air and by Sea)
7. De jacht op het meesterbrein (Chasing the Mastermind)
8. Het moment van de waarheid (Showdown in the Jungle)

### Seizoen 2
1. Die dag in Rio (That Day in Rio)
2. In het regenwoud (Into the Rainforest)
3. Te veel apenstreken (Too Much Monkey Business)
4. De ruïnes (The Ruins)
5. Terugkeer van de koning (Return of the King)